# Роз'їзд 84 Кумсагіз
Роз'їзд 84 Кумсагі́з (каз. рзд.84 Құмсағыз) — станційне селище у складі Аральського району Кизилординської області Казахстану. Входить до складу Саксаульського сільського округу.
У радянські часи селище називалось Кумсагиз.
Населення — 36 осіб (2021; 34 у 2009, 14 у 1999).